# Церковь Рождества Богородицы (Говейново)
Церковь Рождества Богородицы (Богородице-Рождественский храм) — приходской храм Рогачёвского благочиния РПЦ в деревне Говейново Дмитровского района Московской области.

## История
Впервые церковь Рождества Пресвятой Богородицы в селе Говейново Повельского стана упоминается в 1542 году. Село принадлежало Николо-Пешношскому монастырю. Первоначальная церковь не сохранилась.
Кирпичный Богородице-Рождественский храм был построен в 1790 году. В церкви был ещё Никольский придел.
В 1953 году здание церкви и трапезной были разобраны, осталась лишь одна колокольня.
Трехъярусное здание колокольни выполнено в классическом стиле, внутри расположены цилиндрические помещения. Сверху на барабане с яйцевидным куполом стоит шпиль с крестом.
В 2000 году здание колокольни было отреставрировано. В 2012 году рядом было поставлено новое деревянное здание храма.

## Настоятели
- протоиерей Александр Юзапольский